# Beatriz de Portugal, Condessa de Alburquerque
Beatriz de Portugal (Coimbra, c. 1347 — Ledesma, 5 de julho de 1381) era filha do rei Pedro I de Portugal e de Inês de Castro, dama galega que chegou a Portugal como aia de Constança Manuel, recentemente casada com D. Pedro, príncipe herdeiro da coroa na altura.

## Biografia
Beatriz nasceu em Coimbra entre 1347 e 1351, não se sabendo ao certo o seu ano de nascimento. Tornou-se Condessa de Alburquerque ao casar-se em 1373 com Sancho de Castela (1342-1374), filho do rei Afonso XI de Castela e sua amante Leonor de Gusmão.
Quanto à questão de Beatriz ter sido uma legítima Infanta de Portugal ou, tão-só, uma filha natural de Pedro I a quem o título de Infanta nunca deveria ter sido atribuído, a verdade é que após a morte de Inês de Castro, e de haver subido ao trono, D. Pedro I tudo fez para legitimar os filhos de ambos. E de tal maneira o conseguiu que, já sendo falecida Beatriz, João das Regras, nas Cortes de Coimbra de 1385, depois de ter demonstrado com documentos na mão que o Papa Inocêncio VI se recusara a legitimá-la e aos seus dois irmãos, disse o seguinte: Ora vedes aqui, sem mais acrescentar ou minguar, toda a história, como se passou, do casamento de dona Inês e legitimação de seus filhos, a qual eu quisera escusar por honra dos Infantes, posto que sejamos em tal passo; e entendo que isso fora melhor do que me fazerem publicar de praça e semear para sempre a sua incestuosa nascença. Ou seja, João das Regras, mesmo após lamentar ter sido obrigado a exibir as provas deles serem ilegítimos, continua, apesar disso, a chamar-lhes Infantes. Melhor prova do que esta de que ela e os seus irmãos eram realmente reconhecidos como Infantes não podia haver.

## Descendência
Casada em 1373 com Sancho de Castela, Conde de Alburquerque, o casal teve uma única filha, nascida após a morte de Sancho (19 de fevereiro de 1374):
- Leonor Urraca de Alburquerque (setembro de 1374 - Medina del Campo, 1435), casada com Fernando I de Aragão.